# René Meléndez Plaza
René Antonio Meléndez Plaza (San Antonio, Chile, 19 de noviembre de 1998) es un futbolista chileno. Actualmente juega de volante mixto en San Antonio Unido de la Segunda División Profesional de Chile.

## Trayectoria
Se inició en las inferiores de Audax Italiano,donde ha destacado sobre el resto por su gran juego con el balón y ser determinante para las categorías en las que ha estado.Su debut como profesional, se produjo el 8 de julio de 2015, en la victoria por 1 a 0 de su equipo frente a Magallanes,ingresando a los 64 minutos por Juan Pablo Miño válido por la Copa Chile 2014-15.Ha sido destacado como uno de los principales talento de la cantera de Audax Italiano para el futuro.
Desde el año 2021 milita en Lautaro de Buin de la Segunda División Profesional de Chile.

## Selección Chilena

### Selección Sub-17

#### Participaciones en Copas Mundiales
| Mundial                               | Sede  | Resultado        | PJ | Goles |
| ------------------------------------- | ----- | ---------------- | -- | ----- |
| Copa Mundial de Fútbol Sub-17 de 2015 | Chile | Octavos de final | 3  | 0     |

## Estadísticas
| Club                       | Div.          | Temporada     | Liga  | Liga  | Copas nacionales | Copas nacionales | Torneos internacionales | Torneos internacionales | Total | Total |
| Club                       | Div.          | Temporada     | Part. | Goles | Part.            | Goles            | Part.                   | Goles                   | Part. | Goles |
| -------------------------- | ------------- | ------------- | ----- | ----- | ---------------- | ---------------- | ----------------------- | ----------------------- | ----- | ----- |
| Audax Italiano · Chile     | 1.ª           | 2015-16       | 7     | 0     | 2                | 0                | —                       | —                       | 9     | 0     |
| Audax Italiano · Chile     | 1.ª           | 2016-17       | 13    | 2     | 4                | 0                | —                       | —                       | 17    | 2     |
| Audax Italiano · Chile     | 1.ª           | 2017          | 3     | 0     | 1                | 0                | —                       | —                       | 4     | 0     |
| Audax Italiano · Chile     | 1.ª           | 2018          | 1     | 0     | —                | —                | —                       | —                       | 1     | 0     |
| Audax Italiano · Chile     | 1.ª           | 2019          | 1     | 0     | —                | —                | —                       | —                       | 1     | 0     |
| Deportes Melipilla · Chile | 2.ª           | 2019          | 6     | 1     | —                | —                | —                       | —                       | 6     | 1     |
| Deportes Melipilla · Chile | Total club    | Total club    | 6     | 1     | 0                | 0                | 0                       | 0                       | 6     | 1     |
| Audax Italiano · Chile     | 1.ª           | 2020          | 5     | 0     | —                | —                | —                       | —                       | 5     | 0     |
| Audax Italiano · Chile     | 1.ª           | 2021          | 2     | 0     | 1                | 0                | —                       | —                       | 3     | 0     |
| Audax Italiano · Chile     | Total club    | Total club    | 32    | 2     | 8                | 0                | 0                       | 0                       | 40    | 2     |
| Lautaro de Buin · Chile    | 3.ª           | 2021          | 11    | 7     | —                | —                | —                       | —                       | 11    | 7     |
| Lautaro de Buin · Chile    | 3.ª           | 2022          | 21    | 3     | 1                | 0                | —                       | —                       | 22    | 3     |
| Lautaro de Buin · Chile    | 3.ª           | 2023          | 25    | 9     | 1                | 0                | —                       | —                       | 26    | 9     |
| Lautaro de Buin · Chile    | Total club    | Total club    | 57    | 19    | 2                | 0                | 0                       | 0                       | 59    | 19    |
| La Serena · Chile          | 2.ª           | 2024          | 5     | 0     | 1                | 0                | —                       | —                       | 6     | 0     |
| La Serena · Chile          | Total club    | Total club    | 5     | 0     | 1                | 0                | 0                       | 0                       | 6     | 0     |
| Total carrera              | Total carrera | Total carrera | 100   | 22    | 11               | 0                | 0                       | 0                       | 111   | 22    |
| 1. 2.                      |               |               |       |       |                  |                  |                         |                         |       |       |

## Palmarés

### Campeonatos nacionales
| Título    | Club               | País  | Año  |
| --------- | ------------------ | ----- | ---- |
| Primera B | Deportes La Serena | Chile | 2024 |